# PGMホールディングス
パシフィックゴルフマネージメント株式会社（Pacific Golf Management K.K.）は、日本各地のゴルフ場の所有・運営を事業とする日本のゴルフ場運営会社である。
2002年（平成14年）に倒産した不動産会社・地産のゴルフ事業の再建過程でアメリカの投資会社・ローンスターによって設立され、2011年（平成23年）以降はパチンコ・パチスロメーカー会社・平和が所有者となっている。
2018年（平成30年）10月1日付で子会社であったパシフィックゴルフマネージメント株式会社に吸収合併され、以後はパシフィックゴルフマネージメント株式会社を中核として事業を運営している。

## 概説
2002年（平成14年）に、地産グループのゴルフ事業を、アメリカ合衆国の企業再生ファンド・ローンスターが買収した。2011年（平成23年）に、パチンコメーカーの株式会社平和が株式公開買付を行い、子会社化。2015年（平成27年）には株式交換により完全子会社化している。
2024年（令和6年）現在、子会社を通じて全国に140以上のゴルフ場を保有（運営委託含む）している。

## 沿革

### 前史
- 2001年（平成13年）3月 - パシフィックゴルフマネージメント株式会社（PGM）がゴルフ事業を開始。
- 2003年（平成15年）12月 - パシフィックゴルフグループ株式会社を設立し、ゴルフ場運営事業を開始。パシフィックゴルフマネージメント株式会社を子会社化。
- 2004年（平成16年）2月 - 子会社として、パシフィックゴルフプロパティーズ株式会社を設立。
- 2004年（平成16年）3月 - パシフィックゴルフグループ株式会社が、株式会社地産（現・PGMプロパティーズ株式会社）ほか合計15社を子会社化。

### PGMホールディングス株式会社の沿革
- 2004年（平成16年）12月9日 - パシフィックゴルフグループ株式会社の株式移転による持株会社、「パシフィックゴルフグループインターナショナルホールディングス株式会社（PGGIH）」として設立。
- 2005年（平成17年）12月15日 - 東京証券取引所市場第一部上場。
- 2007年（平成19年）12月 - 地産のゴルフ場事業を前身とするパシフィックゴルフグループ株式会社を吸収合併。
- 2010年（平成22年）7月1日 - PGMホールディングス株式会社（PGMH）に商号変更。
- 2011年（平成23年）10月27日 - パチンコメーカー・株式会社平和がTOBを発表[1]。
- 2011年（平成23年）12月5日 - TOBに成功し、ローンスター傘下のファンドなどから株式の80.49%を取得した平和の子会社となる[2]。
- 2012年11月16日 - アコーディア・ゴルフに対する敵対的TOBを開始。これに対して同社の鎌田隆介社長は12月3日に反対を表明し、当期純利益の90％を配当すると発表[3]。
- 2013年1月18日 - レノが関連企業と共にアコーディア株の20%超を取得したため、PGMの敵対的TOBは失敗に終わる[4][5]。
- 2015年（平成27年）7月29日 - 上場廃止。
- 2015年（平成27年）8月1日 - 株式交換により平和の完全子会社となる[6]。
- 2018年（平成30年）10月1日 - パシフィックゴルフマネージメント株式会社が、PGMホールディングス株式会社及びパシフィックゴルフプロパティーズ株式会社を吸収合併[7]。

## 傘下にある企業と事業

### 子会社
- パシフィックゴルフマネージメント株式会社（PGM） - ゴルフ場の保有・運営、ゴルフ場の受託運営など
  - （孫会社）　パシフィックゴルフサービス株式会社
  - （孫会社）　千登世商事株式会社 - サービスエリア内のレストラン売店の運営ほか。
- パシフィックゴルフプロパティーズ株式会社（PGP） - ゴルフ場の資産管理会社の統括
  - （孫会社）　PGMプロパティーズ株式会社（旧・株式会社地産）
    - 総武カントリークラブ株式会社
    - PGMプロパティーズ3株式会社（旧・イトーピア栃木株式会社）
    - 利府ゴルフクラブ株式会社
    - 亀山ゴルフクラブ株式会社

  - （孫会社）　富津ゴルフ株式会社
  - （孫会社）　笹平ゴルフ株式会社
  - （孫会社）　山岡ゴルフ株式会社
  - （孫会社）　アサヒ開発株式会社
  - （孫会社）　株式会社三島ゴルフ
  - （孫会社）　PGMプロパティーズ4株式会社（旧・日本ゴルフ振興（沖縄）株式会社）
  - （孫会社）　PGPAH6株式会社（旧・イトーピア千葉株式会社）

### 運営ゴルフ場
2024年（令和6年）6月末現在で、全国に148ゴルフ場を運営している。
保有ゴルフ場
チサンカントリークラブ銭凾（北海道）ほか多数。
運営受託ゴルフ場
サンヒルズカントリークラブ（宇都宮市）、赤穂国際カントリークラブ（兵庫県）。
- 近年はゴルフ場取得に積極的であり、2013年10月1日付で国際興業より三島ゴルフ倶楽部（株式会社三島ゴルフ）を取得、2014年1月25日にノロウイルスによる集団食中毒事故が発生した。
- 事業譲渡を受けたゴルフ場の一つ、徳島県三好市の「レオマ高原ゴルフ倶楽部 山城コース」は旧運営会社が旧レオマワールドの親会社だった日本ゴルフ振興株式会社（PGM傘下入り後に、株式会社地産に吸収合併）だったため、この名前が付いている。事業譲渡後も名称は変更されておらず現在のニューレオマワールドでも使用される旧レオマワールドと共通のシンボルマークもそのままだが、PGMグループ企業は2010年7月に大江戸温泉物語傘下となった現在のニューレオマワールドとは資本・人材を含め一切無関係である。